# Magaramkent
Magaramkent (en russe : Магарамкент ; en lezguien : Мегьарамдхуьр) est un village tout au sud du Daghestan, dans la fédération de Russie, et le centre administratif du raïon (district) du même nom. La frontière de la fédération de Russie et de l'Azerbaïdjan passe au sud du village. Sa population s'élevait à 6 953 habitants en 2010. 

## Géographie
Magaramkent se trouve à 180 km au sud de Makhatchkala.

## Histoire
Le village a été fondé en 1801 et regroupe une population d'ethnie lezguienne et de confession sunnite. C'est le centre administratif du conseil agricole de Magaramkent. Les villageois de Kansavkent, de Bill-Bil et de Gazer y ont été installés en 1965.
Le village est connu pour son ensemble de danse folklorique « Magaramkent ».